# Valentino Furlanetto
Valentino Furlanetto (ur. 11 maja 1965 w Lonigo) – włoski żużlowiec, występujący również na lodzie.

## Życiorys
Trzykrotny uczestnik finałów indywidualnych mistrzostw świata juniorów: Lonigo 1983 (VIII miejsce), King's Lynn 1984 (XIII miejsce), Abensberg 1985 (VIII miejsce). Dwukrotny finalista indywidualnego Pucharu Mistrzów: Krško 1988 (VIII miejsce), Lonigo 1990 (XI miejsce). Sześciokrotny finalista mistrzostw świata par: Pocking 1986 (VIII miejsce), Pardubice 1987 (VIII miejsce), Bradford 1988 (VII miejsce), Leszno 1989 (IX miejsce), Poznań 1991 (VI miejsce), Lonigo (IV miejsce). Uczestnik półfinału kontynentalnego drużynowych mistrzostw świata: Pardubice 1983 (III miejsce). Wielokrotny uczestnik eliminacji indywidualnych mistrzostw świata (najlepszy wynik: XVI miejsce w finale interkontynentalnym, Holsted 1996). 
Wielokrotny medalista mistrzostw Włoch, w tym dziewięciokrotnie indywidualnie (2 złote – 1987, 1989; 5 srebrnych – 1986, 1990, 1991, 1993, 1994; 2 brązowe – 1985, 1988), wicemistrz juniorów indywidualnie (1982) oraz dwukrotny mistrz w parach (1990, 1993).